# Claude Misonne
Claude Misonne, geboren als Simone Swaelens, is een Belgisch maakster van poppenanimatiefilms, schrijfster en musicus.

## Filmografie
Lijst van poppenfilms van Claude Misonne:
- 1946: Car je suis l'empereur
- 1947: Le Crabe aux pinces d'or (naar het album Kuifje van Hergé)
- 1949: La Huitième Merveille, opgenomen in de Grotten van Han
- 1950: Il était un vieux savant
- 1951: Concerto
- 1952: Dix petits nègres, naar het boek Tien kleine negertjes van Agatha Christie
- 1953: Ici naît la fantaisie, een film die toont hoe men poppenfilms maakt
- 1964: Formule X-24